# آمون‌ام‌نسو
نفرکارع آمون‌اِم‌نسو (به انگلیسی: Neferkare Amenemnisu) با نام اصلی آمون‌اِم‌نسو مری‌آمون از فرمانروایان دودمان بیست و یکم مصر باستان و جانشین اسمندس بود.
وجود این فرعون تنها در سال ۱۹۴۰ و هنگامی که گور جانشینش پسوسنس یکم توسط پیر مونته کشف شد، تایید شد. سرپوش کمانی طلایی که نام پادشاهی آمون‌اِم‌نسو، نفرکارع، و جانشینش پسوسنس را بر خود داشت در این آرامگاه پیدا شد. تا پیش از آن، وجود او تنها حدس زده می‌شد. با این حال، مان‌تو از او در نوشته‌های خود با نام «نِفِرخِرس» با دوران فرمانروایی کوتاهی برابر با ۴ سال یاد کرده بود. نام آمون‌اِم‌نسو در زبان باستانی مصر به معنای «آمون شاه است» می‌باشد.
با آنکه دوران فرمانروایی او اغلب ناشناخته است، دانسته شده است که کاهن بزرگ آمون در تبس، مِن‌خِپِن‌رَع، چندین رهبر شورشی بر ضد حکومتش را مورد عفو قرار داده است. این شورشیان پیشتر در سال ۲۵ اسمندس به تبعید فرستاده شده بودند.

## یادداشت
1. ↑  Nephercheres
2. ↑  Menkheperre